# 마카롱
마카롱(영어: macaron, 프랑스어: macaron, IPA: [makaˈʁɔ̃])은 프랑스의 대표적인 당과 제품이다. 머랭을 주재료로 하고 달걀 흰자, 백설탕, 아몬드 가루와 밀가루 등으로 만든 과자류이며, 보통 모양은 동그랗고 손에 들어갈 수 있을 만큼 작다. 마카롱의 구조는 잘 부서지지만, 약간 딱딱한 꼬끄로 된 위아래 꼬끄와, 그 중간에 머랭이나 잼, 마지팬, 크림 등을 넣어 만든 부드러운 중간 부위로 나뉜다. 지역마다 별명도 있는데, 프랑스의 수도 파리에서는 제르베르(Gerber), 룩셈부르크와 독일어를 이용하는 일부 지역에서는 룩셈부르게를리(Luxemburgerli)라고도 하며, 마카룬과 혼동되지 않도록 프랑스 마카롱(French macaroon)이라고도 한다. 식감은 겉은 파삭,속은 쫀득하다. 프랑스와 유럽 국가에서 가장 인기를 많이 얻고 있다.

## 역사
오늘날 마카롱은 프랑스를 대표하는 과자로 여겨지지만, 본래 마카롱은 이탈리아에서 유래된 과자다. 그러나 마카롱이 처음 만들어진 곳은 확실하게 알려져 있지 않다. 대부분의 문헌은 1500년에 시작되었음을 알리지만, 일부 자료들은 중세 유럽에서 마카롱이 처음 만들어졌다고 한다. 더불어 이탈리아의 기독교 수도원에서 처음 만들어졌다고도 하는데, 또한 어떤 자료들은 791년, 코르메리(Cormery)라는 프랑스 중부에 자리한 마을에서 만들기 시작했다고도 한다. 그러나 이 자료들은 공식적으로 확인되지 않았으며, 마카롱에 대한 공식적인 자료들로 인정을 받지 못하고 있다.
마카롱의 기원에 대해서 공식적으로 밝혀진 것은 다음과 같다. 1453년부터 이탈리아 요리에 본격적으로 아몬드가 사용되기 시작하면서, 1500년 마카롱의 주재료인 아몬드 페이스트가 이탈리아에서 개발되었다. 1533년 이탈리아의 귀족 카트린 드 메디시스가 프랑스의 왕이었던 앙리 2세랑 결혼할 무렵, 카트린의 요리사들이 카트린의 아버지가 소개한 아몬드 페이스트로 새로운 요리를 개발하였는데, 이것이 마카롱의 탄생으로 알려져 있다. 이러한 프랑스와 이탈리아 귀족들의 통혼으로 인하여 때문에 마카롱이 이탈리아에서 프랑스로 전파되었던 것이다. 오늘날 프랑스를 대표하는 요리 문화는 본래 이탈리아를 비롯한 해외에서 수입해와 이를 개량하여 성립되었다. 마카롱이라는 단어가 최초로 등장한 것은 프랑스 르네상스 시대의 유명한 작가였던 프랑수아 라블레가 1558년에 쓴 기록이다.
| “ | ...petite patisserie ronde aux amandes... (...작고 동그란 아몬드 페이스트리...) | ” |

마카롱이 다른 귀족들에게 알려져 인기를 얻게 된 시기는 서술한 카트린 드 메디시스와 앙리 2세의 결혼으로부터 약 한세기가 지난 1660년 즈음이었다. 프랑스 중부의 몬모리온에서 마카롱을 본격적으로 만들기 시작하여 여러 행사에서 소비되었다. 마카롱은 루이 14세와 오스트리아의 마리 테레즈의 결혼식 축제에서도 제공된 음식중 하나였으며, 카트린 드 메디시스가 한때 마카롱을 섭취하여 굶주림을 피했다는 유사도 있다. 마카롱은 프랑스 귀족들과 왕들도 즐겨 먹은 음식이였다고 하며, 1802년에 루이 14세가 베르사유 궁전에서 왕의 되었을 때부터 루이 16세가 왕이 되었을 때까지 프랑스 왕들에게 마카롱이 간식으로 제공되었다. 마카롱이 처음 요리책에 등장했을 때에는 1653년, 《프랑수아 피에르 데 바렝의 프랑스 음식 요리법》(François Pierre de La Varenne’s Le Pâtissier François)에 처음 나왔지만 마카롱을 요리하는 법을 처음으로 가르치는 요리책은 1692년의 《과자류, 술과 과일 요리하는 특별방법》(Nouvelle Instruction pour les Confitures, les Liqueurs, et les Fruits)에서 나온다. 이 이후로 대부분 프랑스의 요리책들에는 마카롱을 요리하는 법이 나온다.
오늘날 마카롱은 보통 후식으로 여겨지지만, 과거에는 본래 음식의 한 종류로 여겨졌다. 처음에는 매우 간단하게 생긴 과자였으며, 다양하지 않은 색깔에 두 겹보다 한 겹으로 만들어지던 과자였다. 나중에 20세기 초반때 프랑스의 귀족 요리사 루이 에르네 라뒤레(Louis Ernest Ladurée)의 손자였던 피에르 데퐁탠(Pierre Desfontaines)이 초콜릿 가나슈로 마카롱 두 개를 붙여 만들었다. 이것이 현재 흔히 알려진 두 겹으로 이루어진 마카롱의 시초였다. 또한, 마카롱의 종류가 다양해지면서 색깔과 맛 종류가 증가하기 시작했을 때인 1790년에는 낭시, 랭스, 아미앵 등의 프랑스의 여러 도시들에서 각 지역별 변종을 만들기 시작했다. 1800년 당시에는 프랑스의 수도원에서 일하던 수녀들이 고기를 먹을 수 없게 되자, 건강에 매우 좋다는 이유로 마카롱이 인기를 얻기 시작했다. 낭시에 있었던 어느 신녀 두명이 마카롱 전문으로 만들었지만, 나중에 프랑스 대혁명이 일어나 교회의 체계가 붕괴되자, 마카롱을 구워 삶을 연명했다. 이들이 나중에 매우 유명하게 되면서 'les Soeurs Macarons'(마카롱 자매)라는 이름으로 전설으로 남는다. 오늘날, 그들의 가게도 전설이 되어 가게가 위치하는 길의 이름은 그들을 기원하기 위하여 개명되었다.

## 어원
마카롱의 이름은 그리스어에서 기인하였다. 이 단어가 이탈리아어로 옮겨지면서 'maccherone(마카로네)', 'maccaroni(마케로니)'에서 온 것이다. 'Macaron(마카롱)'과 'maccaroni(마케로니)'는 1650년에 제작된 프랑스어 원본 사전(Les Origines de la Langue Française)에 의하면 '치즈로 뒤덮인 파스타 요리'를 지칭하지만, 이 단어들은 과자나 밀가루로 만든 음식으로도 쓰였다. 1675년에 제작된 어느 프랑스어-영어 사전에서는 마카롱을 이런 식으로 표현하였다:
| “ | ...little Fritter-like Buns, or thick Losenges, compounded of Sugar, Almonds, Rosewater, and Musk, pounded together, and baked with gentle fire. (...설탕, 아몬드, 장미향수랑 사향(麝香)을 밀가루에 넣어 반죽한 뒤 약한 불에 구운, 프리터같이 생긴 조그만 롤빵. 두꺼운 마름모꼴 과자) | ” |

또 다른 이탈리아어 단어인 'Maccare(마카레)', 또는 'Amaccare(아마카레)'에서도 마카롱이라는 단어가 유래했다라고 하는데, 이는 '섞다', '갈다', 또는 '주무르다'라는 뜻이다. 아몬드를 갈아서 마카롱에 들어가는 아몬드 페이스트가 만들어진 것을 본따 만든 이름인 것이다.

## 차이점

### 마카룬

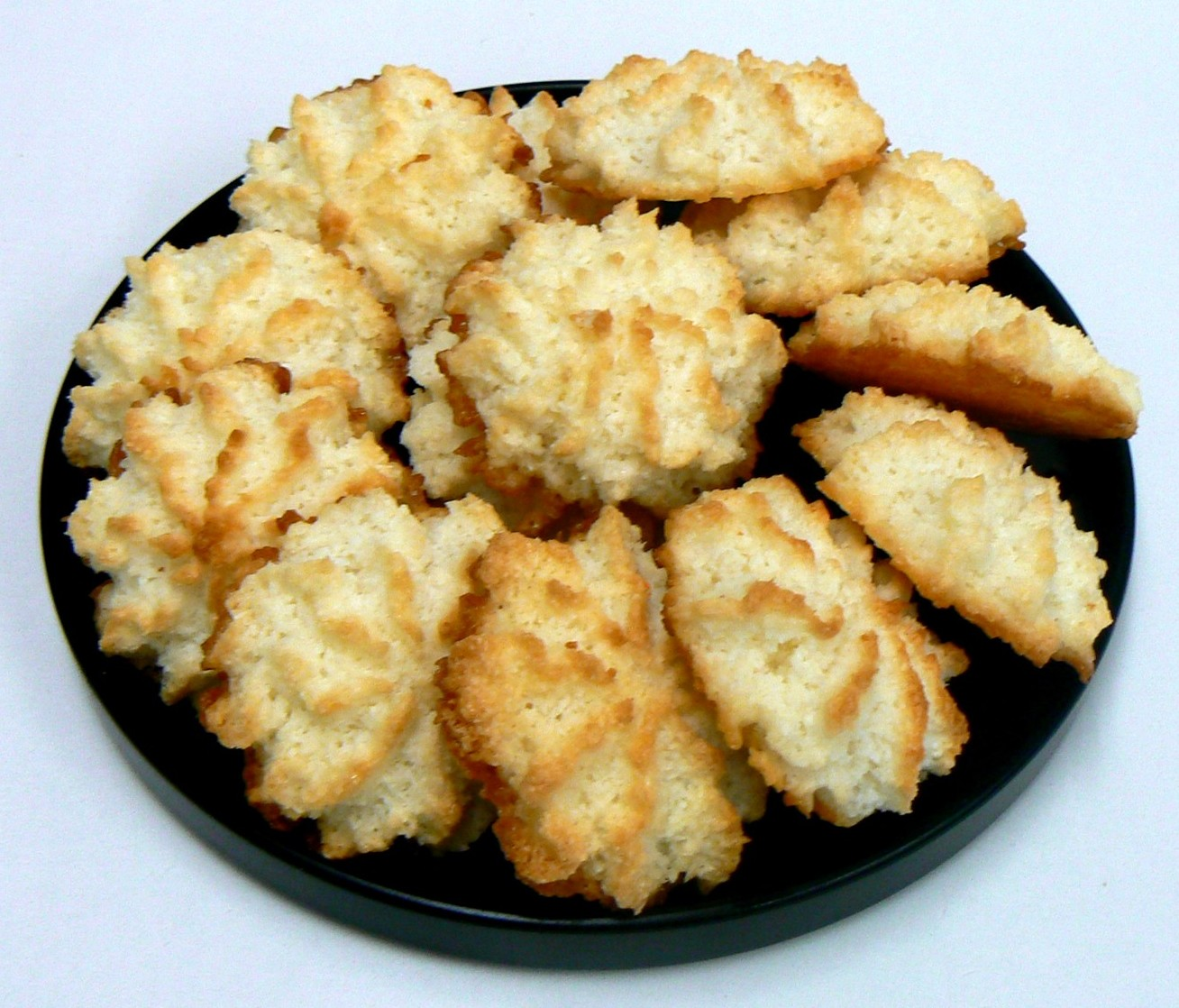
마카룬(Macaroon)은 마카롱과 같은 역사를 나누지만 실제로는 다른 음식으로 알려져 있다.

마카롱(Macaron)과 마카룬(Macaroon)은 생김새부터 상당히 다른 과자지만, 두 과자를 혼동하는 사람들도 있다. 마카룬은 코코넛을 이용하여 만드는 과자이며, 다양한 색깔의 마카롱과 달리 마카룬은 하나의 색으로 알려져 있다. 두 과자의 이름은 모두 마카로네(maccherone)에서 기인되었으며, 요리시 이용되는 재료도 흰자, 설탕, 그리고 아몬드 또는 코코넛 등으로 유사하다. 마카롱과 마카룬이 어떻게 나뉘었는가에 대해서는 다음과 같이 여러 설이 있다.
- 마카롱은 프랑스에서 대인기를 얻는 반면, 밀가루를 많이 이용하지 않는 마카룬은 이탈리아계 유대인들에게 유월절 음식으로 많은 인기를 얻었다. 이러하여 마카롱은 그 발전 과정에서 프랑스풍의 영향을 많이 받았던 반면, 마카룬은 유대교 전통 과자들의 영향을 받아 발전되었다.
- 1800년대 미국에서는 인도에서 수출해온 코코넛을 이용한 후식거리가 유행이었다. 따라서, 마카롱에다 아몬드 페이스트를 넣는 대신 코코넛을 이용하여 마카룬의 모습으로 변화한 것이다.
- 마카룬은 마카롱과는 관련 없이 별도로 영국의 스코틀랜드에서 따로 시작되었다.

이렇듯 불분명한 기원과 대채로 재료에도 불구하고, 마라롱과 마카룬의 기원과 이름에 대한 논쟁은 계속 진행 중이다.

### 룩셈부르게를리

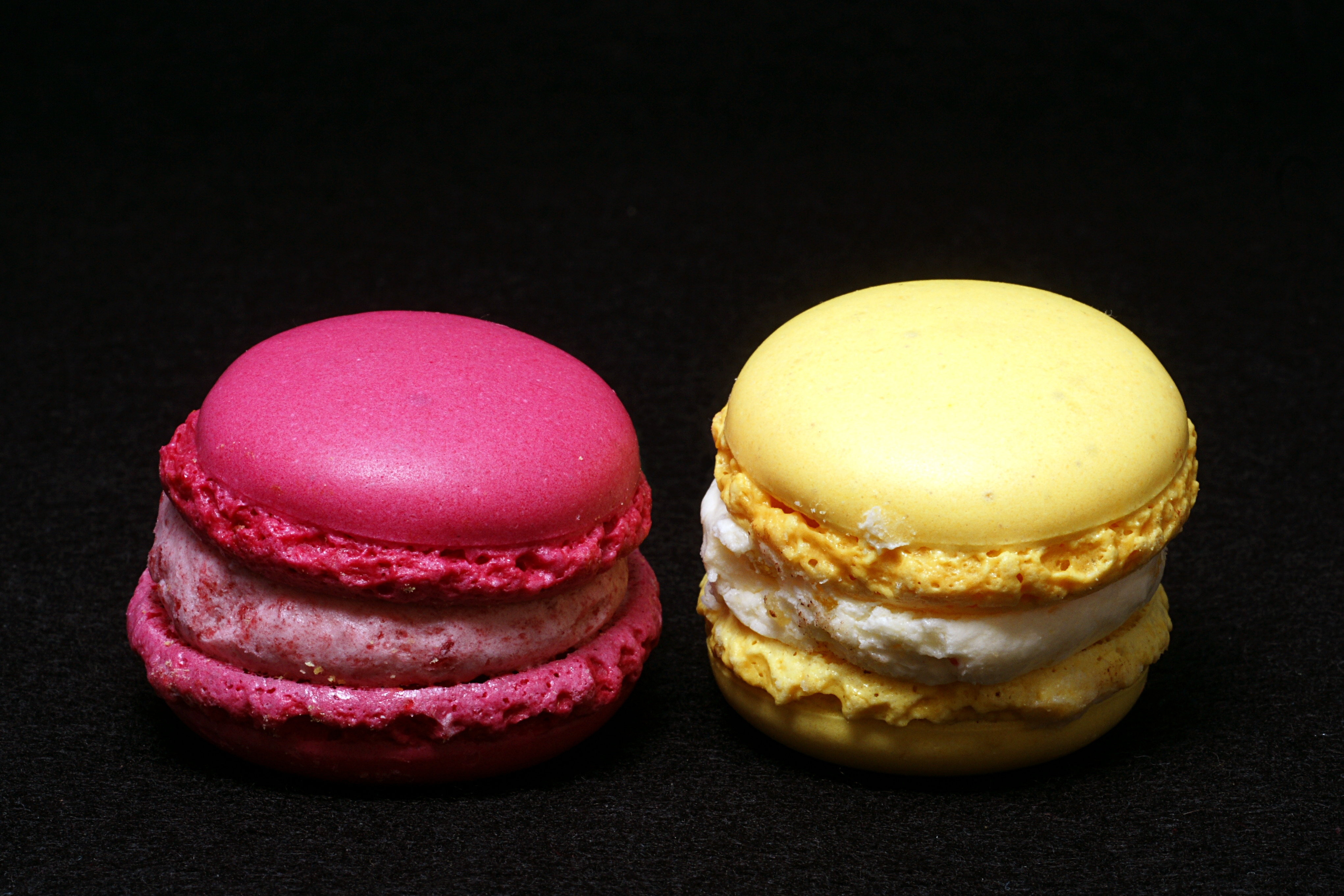
룩셈부르게를리(Luxemburgerli)는 마카롱보다 크기가 작으며, 더욱 동그랗게 생겼다.

독일, 스위스, 룩셈부르크와 같이 독일어를 이용하는 국가들에서는 주로 마카롱을 룩셈부르게를리(Luxemburgerli)라고 대신 부른다. 마카롱과 룩셈부르게를리는 매우 비슷하지만 룩셈부르게를리는 중간에 크림만 들어가는 방면, 마카롱은 크림 뿐만 아니라 잼, 마지팬, 초콜릿 파나체 등을 넣어도 된다. 또한 룩셈부르게를리는 윗부분의 마카롱보다 더 둥글며 크기는 작고, 더욱 가격이 싸다고 한다(평균 유럽에서는 마카롱 하나가 2유로, 룩셈부르게를리는 0.4유로).
룩셈부르겔리는 1950년대에 룩셈부르크에서 온 요리사가 발명하였다. 스프렁리(Sprüngli)라는 요리사가 스위스의 취리히에서 무역을 공부하다 여기서 룩셈부르겔리를 만들기 시작했다. 계속 만들다 보니 나중에 유명해지기 시작했고, 사람들한테 이 과자를 뭐라고 부를까라고 묻더니 아무도 답변해주지 않아, 그의 출신국가인 룩셈부르크에서 이름을 따왔다.

## 특징
- 마카롱은 대부분 과자류들과는 다르게 종류가 매우 다양하며, 정확한 오리지널(원맛)이 없다.

- 마카롱은 제작하는 것이 상당히 까다로운 음식이다. 아몬드 페이스트를 만들 때 아몬드 가루의 입자 크기에도 영향을 받을 만큼 조금이라도 실수를 하는 경우 그 결과의 차이가 크다. 마카롱의 주제료는 머랭에 사용되는 계란흰자와설탕 그리고 아몬드 페이스트를 만들 때 들어가는 아몬드 가루, 가루 설탕이다.

머랭은 계란흰자에 설탕을 넣어 뿔이 단단히 설 때까지 휘핑을 해준다. 이 때 물이 들어가지 않도록 주의한다. 그외에 재료들을 고운 체에 두세번 걸러준 뒤 머랭에 넣고 섞는다. 반죽에 되기를 맞춰가며 공기를 빼주는 과정을 '마카로나주'라고하며 대부분의 베이킹 초보자들은 이 과정을 많이 해서 마카롱 제작에 실패하곤 한다. 반죽을 짤주머니에 넣고 지름을 5cm로 팬에 짜준 뒤 팬을 바닥에 3~4번 가볍게 내리쳐 공기를 빼준다. 이 과정을 생략하면 반죽을 구웠을 때 속이 빈 꼬끄(Coque)(껍질)가 만들어질 수 있다. 팬에 짜준 반죽을 30분~1시간정도 손에 반죽이 뭍어나지 않을 때까지 반죽의 겉면을 실온에서 말려준다. 이 과정을 생략하면 오븐에서 구웠을 때 윗면이 매끄럽지 못하고 꼬끄(Coque)가 터져버릴 수 있다. 약150°C로 예열된 오븐에 10~15분정도 구워준다. 완벽한 마카롱은 위가 살짝 둥글어 균형이 잡혀 있고, 옆면을 보았을 때 바닥은 마치 프릴이 달린 치마처럼 어여쁜 삐에가 생긴다.

## 세계별

### 대한민국

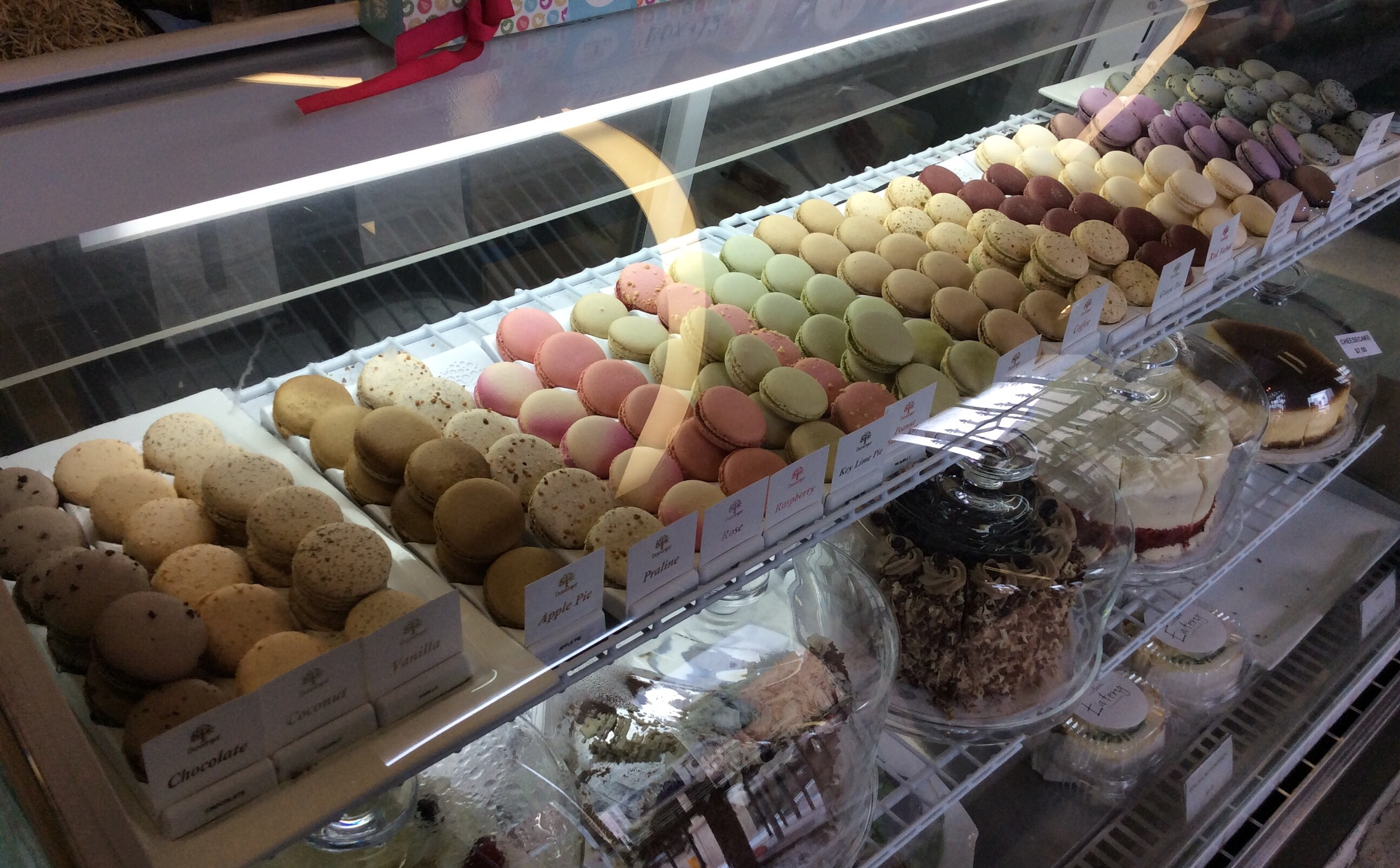
한국의 카페베네에 있는 마카롱. 마카롱은 맛과 색깔이 다양하다.

한국에서는 마카롱의 인기가 매우 높은 편이며, 최근에 마카롱을 판매하는 매점들이 증가하면서 자주 볼 수 있는 음식이 되었다. 특히 수도권을 중심으로 마카롱이 한국인 입맛에 알맞게 더욱 변화되고 있으며, 아이스크림 마카롱, 뚱카롱과 같은 이전에 없던 새로운 마카롱들도 만들어지고 있다.

### 프랑스
프랑스와 스칸디나비아에는 마카롱을 기념하는 박물관이 있다. 또한 세계에서 최초로 7월 25일에 마카롱의 날을 제정하였다.

### 미국
미국에서는 20세기까지 아무도 마카롱을 모른다고 할 만큼 잘 알려지지 않은 음식이었다. 1993년에 뉴욕에서 다니엘 볼루드(Daniel Boulud)라는 요리사가 미국에서 최초로 마카롱 사업을 열었다. 그 이후 마카롱의 인기가 서서히 증가하여 오늘날에 이르러서는 흔한 음식이 되었다. 하지만 그 인기가 프랑스나 유럽에 미치지 못하며, 요리 전문가들은 미국의 마카롱은 매우 비싸거나 제대로 만들어지지 않는다고 비판하기도 한다.

### 일본
일본에서는 아몬드 대신 땅콩 밀가루로 만들기도 하며 화과자 풍미가 느껴지기도 한다. 또한 마카롱 형태의 휴대 전화 장신구, 스티커, 네일 아트 등의 제품들이 젊은 여성들 사이에서 인기를 끌었다.

## 같이 보기
- 라뒤레
- 마카룬
- 후식
- 룩셈부르게를리
- 머랭
- 페이스트리
- 케이크